# Kryptogenius monilicornis
Kryptogenius monilicornis es una especie de coleóptero de la familia Pterogeniidae.

## Distribución geográfica
Habita en Malasia.